# Ariada Wołżsk
Ariada Wołżsk (ros. Ариада-Акпарс Волжск) – rosyjski klub hokeja na lodzie z siedzibą w Wołżsku.

## Historia
Zespół został klubem farmerskim Nieftiechimika Niżniekamsk, później Mietałłurga Nowokuźnieck, następnie ponownie Nieftiechimika.
W 2014 trenerem klubu był Igor Żylinski.

## Sukcesy
- Brązowy medal WHL: 2013